# Kildysart
Kildysart, officiellement Killadysert (en irlandais : Cill an Dísirt « église de la naturalité »,) est un village du comté de Clare, en Irlande et une paroisse civile et catholique du même nom qui entoure le village.